# あなたの夢の中 そっと忍び込みたい
『あなたの夢の中 そっと忍び込みたい』（あなたのゆめのなかそっとしのびこみたい）は宇徳敬子のデビュー・シングル。1993年8月4日発売。

## 概要
宇徳にとって本格的なソロデビュー作。
自身3番目の売上枚数を記録。

## 収録曲
特記以外作詞・作曲：宇徳敬子
1. あなたの夢の中 そっと忍び込みたい
作曲：織田哲郎　編曲：葉山たけし
2. 夏の日の恋
編曲：池田大輔
3. あなたの夢の中 そっと忍び込みたい（オリジナル・カラオケ）

## タイアップ
- NTT DoCoMo ポケットベルコマーシャルソング（1993年夏）